# Klaus Bodenmüller
Klaus Bodenmüller (* 6. září 1962, Feldkirch) je bývalý rakouský atlet, jehož specializací byl vrh koulí.

## Kariéra
Své největší úspěchy zaznamenal na začátku devadesátých let v hale. V roce 1990 se stal ve skotském Glasgow halovým mistrem Evropy. Titul vybojoval výkonem 21,03 m. Na stupních vítězů ho doplnili Ulf Timmermann (stříbro) a Oliver-Sven Buder (bronz), oba z NDR. O rok později získal na halovém MS v Seville stříbrnou medaili, když prohrál jen se Švýcarem Wernerem Günthörem. V roce 1992 vybojoval na halovém ME v italském Janově bronz.
Pod širým nebem patří k jeho úspěchům 7. místo na Mistrovství světa v atletice 1987 v Římě, 10. místo na Mistrovství Evropy v atletice 1990 ve Splitu a 6. místo na letních olympijských hrách 1992 v Barceloně. Reprezentoval také na olympiádě 1988 v jihokorejském Soulu, kde však skončil v kvalifikaci.